# Johan Fredrik Wallenius
Johan Fredrik Wallenius, född den 14 augusti 1765 i Åbo, död där den 12 januari 1836, var en finländsk universitetslärare, son till Martin Johan Wallenius.
Wallenius blev student 1777, filosofie magister 1782 och medicine licentiat 1785. Han tjänstgjorde 1787 vid Serafimerlasarettet, utnämndes samma år till provinsialläkare i Tavastehus län, var under 1789 års krig förordnad till fältmedikus vid arméns sjukhus i Tavastehus, promoverades 1790 till medicine doktor samt transporterades 1794 till provinsialläkare i Helsingfors. Därifrån flyttade han 1799 till Åbo som sekreterare i Finska hushållningssällskapet samt förordnades 1800 att tillika vara medicine adjunkt och botanices demonstrator vid universitetet. Han verkade för vaccinationen.
Wallenius hade rykte som utmärkt latinsk stilist och lycklig talare på romarspråket samt ansågs därför, efter Porthans död, ägnad att bekläda den ledigvordna eloquentiæ-professuren. Han disputerade 1804 De epigrammate och var 1805–1826 eloquentiæ professor. Hans mångsidiga studier sträckte sig även till den fosterländska historien, från vilken han hämtade ämnena till två disputationer: De Fennis summos in philosophia honores ante conditam academiam aboensam adeptis (1810–1812) samt Finska adelns och riddarhusets historia (1827), vilka bägge innehåller uppslag till nya forskningar.
År 1806 anförtroddes honom vården om universitetets mynt- och medaljkabinett, vilket han ordnade och betydligt utvidgade. Wallenius var ledamot av Vitterhets-, historie- och antikvitetsakademien (1833). Han var (1820–1826) ordförande i kommittén för reglering av Finlands undervisningsanstalter och ledamot i flera andra kommittéer. Efter censurens införande i Finland utnämndes han 1830 till censor i Åbo. Han var redaktör av eller medarbetare i "Åbo tidningar", tidskriften "Mnemosyne" med flera periodiska publikationer. Vid särskilda tillfällen uppträdde han med framgång som tillfällighetsskald och utövade även som granskare ett ej ringa inflytande på den vittra utvecklingen i Finland. Wallenius fick 1822 kansliråds titel.

## Utmärkelser
- Sankt Vladimirs orden, fjärde klassen,  1809[2]
- Sankt Annas orden, andra klass,  1816[2]
- Sankt Vladimirs orden, tredje klass,  1826[2]

[Redigera Wikidata]